# دانيال براون (سائق سيارة سباق)
دانيال براون (بالإنجليزية: Daniel Brown)‏ هو مهندس بريطاني، ولد في 5 يوليو 1991 في إسكس في المملكة المتحدة.

## وصلات خارجية
- دانيال براون على موقع Racing-Reference.info (الإنجليزية)
- دانيال براون على موقع DriverDB.com (الإنجليزية)